# Zosterops nigrorum
Zosterops nigrorum е вид птица от семейство Zosteropidae.

## Разпространение
Видът е разпространен във Филипините.